# Ратомир Чабрић
Ратомир Чабрић (Варварин, 19. септембар 1918—Београд, 13. април 1990) био је југословенски и српски фудбалер и фудбалски тренер.

## Каријера
Чабрић је каријеру започео у БСК Београд, а као првотимац између 1936. и 1940. године постигао је 20 голова. За СК Југославија наступао је две сезоне, од 1940. до 1942. године.
За селекцију Београда одиграо је 9 утакмица, а једну за репрезентацију Југославије, 23. марта 1938. године на мечу против селекције Чехословачке (1:3) у Загребу.
Играо је на позицији нападача, упамћен је по јаком шуту и као ефикасан нападач, најчешће на месту десног крила.
Након што је завршио фудбалску каријеру, 1944. године био је тренер Ријеке, од 1945. до 1959. године тренер Вележа Мостар, Војводине, Сарајева, Ираклиса из Солуна, Радничког Ниш, Војводине, а тренерску каријеру завршио 1976. године, до када је водио Раднички Сомбор.